# فرمان بهبود
فرمان بهبود (زاده ۱۳۲۴ - درگذشته ۸ اسفند ۱۳۸۸، تهران)، موسیقی دان و نوازنده پیانو اهل ایران بود.

## زندگی‌نامه
وی در تهران به دنیا آمد و فارغ‌التحصیل هنرستان عالی موسیقی و از شاگردان امانوئل ملیک اصلانیان و افلیا کمباجیان بود.

## فعالیت‌ها
فرمان بهبود مدتی طولانی ضمن تدریس پیانو به عنوان پیانیست همراه (آکمپانیماتور) با هنرستان عالی موسیقی ملی و کارگاه موسیقی کودکان و نوجوانان تلویزیون همکاری داشته‌است.
وی در اجرای چندین کنسرت موسیقی مجلسی برای انجمن فیلارمونیک تهران، انستیتو گوته آلمان، انجمن فرهنگی اتریش، انجمن فرهنگی ایتالیا و انجمن فرهنگی ژاپن شرکت داشته‌است.
از دیگر فعالیت‌های او همراهی مدام با گروه‌های آواز جمعی چون کر تهران به رهبری اولین باغچه بان، کر کودکان و نوجوانان کارگاه موسیقی و اجرای کنسرت‌های متعدد با گروه‌های فوق در تالار رودکی و تاتر شهر می‌باشد وی در چند کنسرت ارکستر سمفونیک تهران و ارکستر مجلسی تلویزیون نوازندگی پیانو و کلاوسن را به عهده داشته همچنین سال‌ها و تا آخر پیانیست سازمان باله ملی ایران در تالار رودکی (وحدت) بوده‌است.